# Stampen (film)
Stampen är en svensk komedifilm från 1955 i regi av Hans Lagerkvist.

## Handling
Pantbanksbiträdet Patrik och hembiträdet Viveka träffas av en slump och blir förtjusta i varandra, men ingen av dem vill avslöja sitt verkliga yrke för den andre. Snart sätter förvecklingarna igång, med missförstånd, inbrott och en förfalskad tavla.  

## Om filmen
Filmen premiärvisades den 28 februari 1955, men hade visats vid en extra föreställning i samband med nedläggningen av den klassiska Göteborgsbiografen Nya Teatern den 27 februari. Stockholmspremiären ägde rum på biograf Spegeln den 16 maj samma år. Inspelningen av filmen utfördes 1954 i Filmstaden Råsunda med exteriörer från Gamla stan, Östermalm, Södermalm med flera miljöer i Stockholm av Gunnar Fischer. För koreografin av filmens dansavsnitt ansvarade Albert Gaubier. Manusförfattaren Gösta Gustaf-Janson utgav 1951 romanen Stampen som filmen har några få små likheter med.
Filmen har visats vid ett flertal tillfällen i SVT, bland annat i april 2019.

## Rollista i urval
- Nils Poppe – Patrik Palmquist, pantbanksbiträde
- Ann-Marie Gyllenspetz – Viveka Svensson, hembiträde
- Holger Löwenadler – August Larsson, pantbankens ägare och chef
- Gunnar Björnstrand – Acke Kullerstedt, playboy, vän till direktör Svensson
- Håkan Westergren – Teofron "Tedde" Svensson, direktör
- Siv Ericks – Sylvia Svensson, hans fru
- Sven-Eric Gamble – Hogge, smågangster
- Carl Ström – Oskar Oxelblad, före detta konstnär, Larssons vän
- Gull Natorp – Vivekas hyresvärdinna
- Margita Lindström – Ulla-Britt Svensson, Teofrons och Sylvias åttaåriga dotter
- Gloria Rose – Patriks mörkhyade danspartner på Tivoli
- Ludde Juberg – pantbankskund med papegoja
- Ragnar Klange – disponent Fastén, kunden som vill pantsätta en kristallkrona
- Walter Jonsson – kunden som pantsätter en modernistisk tavla
- Emmy Albiin – Amalia Pettersson, kunden som pantsätter en symaskin

## Musik i filmen
- Svansjön. Svanarnas dans (Lebedinoe ozero, op. 20), kompositör Pjotr Tjajkovskij, instrumental, dans Nils Poppe
- Valurile Dunari (Donauwellen), kompositör Ion Ivanovici, instrumental
- Hej, tomtegubbar, instrumental